# The Hyperions – Die Superheldenakademie
The Hyperions – Die Superhelden-Akademie ist eine amerikanische Superhelden-Action-Komödie geschrieben und produziert von Jon McDonald. In den Hauptrollen spielen Cary Elwes, Penelope Mitchell, Tanner Buchanan, Elaine Tan und Alphonso McAuley.

## Handlung
1960 erfindet Professor Ruckus Mandulbaum den Titan Badge, ein Gerät das Menschen Superkräfte verleiht, indem es die DNA des Trägers verändert. Er gab drei solcher Titan Badges an vom Glück verlassene Kinder und schuf damit Amerikas berühmteste Superheldenfamilie, zu der die Telepathin Vista, der superstarke Ansel und die Teleporterin Maya gehörten.
Im Laufe der Jahre entwickelten sich Ressentiments unter den einzelnen Superhelden und der Professor ersetzte das ursprüngliche Team durch neuere Mitglieder. Im Jahr 1979 wollen Vista und Ansel ihre Kräfte zurück und schrecken vor nichts zurück, um sie zurückzubekommen. Ihr Plan: Sie wollen ihre Titan Badges aus dem Hyperion-Museum stehlen.
Doch der Raub gerät ins Stocken, als sie feststellen, dass für den Zugang zu den Titan Badges der biometrische Scan von Professor Mandulbaum erforderlich ist. Also nehmen Vista und Ansel stattdessen das Museumspersonal und die Besucher als Geiseln und erzwingen so eine Konfrontation mit ihrer ehemaligen Vaterfigur, der Polizei, und schließlich mit den Superschurken Ares, der sie alle zu vernichten droht.

## Produktion
Im Dezember 2018 wurde bekanntgegeben, dass Cary Elwes an dem Projekt mitwirken wird.

## Kritiken
Richard Propes von The Independent Critic gab dem Film 3,5 Sterne und nannte ihn einen „Superheldenfilm im Retrostil mit einem fröhlich schlagenden Herzen“" und einen „unvollkommenen, aber unterschwellig inspirierten“ Film, „der Vergangenheit und Gegenwart, Familie und Fantasie in einem Film verbindet, der mich von Anfang bis Ende zum Lächeln brachte.“
Alan Ng von Film Threat bewertete den Film mit 7,5 von 10 Punkten und schrieb, dass „die Geschichte einer Familie von Superhelden ausgezeichnet ist“. Er fuhr fort: „Fügen Sie Professor Mandulbaum als Vater hinzu, der niemals Vater sein sollte, und die Geschichte um gewährte und entzogene Macht funktioniert auf alle Fälle.“ Er merkte aber auch an, dass die „Gesamtenergie“ des Films „gering“ sei, was seiner Meinung nach eine „kreative Entscheidung“ des Regisseurs war. „Am Ende ist The Hyperions gut, nicht großartig… schlimm, weil er das Potenzial hatte, großartig zu sein.“
Die Redaktion des Lexikon des internationalen Films vergab drei von fünf Sternen und beurteilte den Film als „spielerische, in nostalgischem Retro-Look gestaltete Superhelden- und Familienkomödie, in der skurrile Situationskomik und pointierte Figurengestaltungen eine wesentlich größere Rolle spielen als genretypische Action.“